# Copiphora cephalotes
Copiphora cephalotes är en insektsart som beskrevs av Henri Saussure och Francois Jules Pictet de la Rive 1898. Copiphora cephalotes ingår i släktet Copiphora och familjen vårtbitare. Inga underarter finns listade i Catalogue of Life.